# Поречье (Макаровский городской округ)
Поре́чье — село в Макаровском городском округе Сахалинской области России.

## География
Село находится на восточном, охотоморском побережье острова Сахалин, в устье реки Лесная, на расстоянии 6 км к югу от города Макаров, административного центра округа.

## История
Село находится в окрестностях айнского первопоселения под названием Вен котан.
В 1905—1945 годах принадлежало японскому губернаторству Карафуто и называлось Китаэнкотан (яп. 北遠古丹). После передачи Южного Сахалина СССР село 15 октября 1947 года получило современное название — по своему положению на побережье реки.

## Население
| 1925 | 1935  | 2002 | 2010 | 2013 | 2021 |
| ---- | ----- | ---- | ---- | ---- | ---- |
| 826  | ↗1629 | ↘435 | ↘397 | →397 | ↘253 |

### Половой состав
Согласно результатам переписи 2002 года, в селе проживало 435 человек (231 мужчина и 204 женщины).

### Национальный состав
Согласно результатам переписи 2002 года, в национальной структуре населения русские составляли 88 % из 435 чел.

## Улицы
| - ул. Береговая, - ул. Горная, - ул. Дорожная, - ул. Колхозная, | - ул. Лесная, - ул. Новая, - ул. Привокзальная, - ул. Школьная. |

## Инфраструктура
В селе действует начальная общеобразовательная школа.

## Транспорт
В селе расположена станция Поречье Сахалинского региона Дальневосточной железной дороги.